# Vadász János (politikus)
Vadász János (Budapest, 1951. június 18. –) magyar politikus, társadalomkutató, költő.

## Életpályája
Az Eötvös Loránd Tudományegyetem bölcsészkarán kapott magyar nyelv és irodalom szakos középiskolai tanári, és könyvtárosi diplomát 1980-ban, majd szociológusit 2004-ben. Előtte a Szombathelyi Főiskolán népművelő-könyvtárosi oklevelet szerzett 1973-ban. 1985-ben az MM Vezetőképző Intézetben felsőfokú kulturális manager, 1997-ben Torinóban ILO munkaügyi közvetítői és döntőbírói diplomát kapott. Tagja a Magyar Szociológiai Társaságnak, a Magyar Politikatudományi Társaságnak, a Magyar Közgazdasági Társaságnak, a Közgyűjteményi és Közművelődési Dolgozók Szakszervezetének és megszűnéséig (2023. szeptember 25.) a Nagy Lajos Irodalmi és Művészeti Társaságnak.
1969 és 1989 között múzeumi, könyvtári és népművelői munkakörökben dolgozott. 1968-tól jelentek meg versei antológiákban, folyóiratokban, lapokban. 1971-ben, a tíz fiatal vasi költőt bemutató SOR című antológiában megjelent versei miatt politikai támadások érték. Ezután verseket több mint négy évtizedig nem publikált. 15 évig volt művelődési központ- és könyvtárigazgató. 1979-től 2016-ig a Magyar Népművelők Egyesülete alapító tagja, 1985-1990 között az elnökségben az érdekvédelmi és etikai bizottság elnöke. 1988-ban a kulturális bérharc egyik vezetője, amely 1989-re 40 százalékos bérfejlesztést eredményezett.
1989-ben szakszervezeti politikussá vált, amikor a Közgyűjteményi és Közművelődési Dolgozók Szakszervezete (KKDSZ) egyik alapítójaként a kongresszus titkos szavazással az új szakszervezet vezetőjévé választotta. Elnöki tisztségét 2002-ig viselte. 2023 óta újra tagja a szervezetnek. A SZEF alapítását 1990-ben kezdeményezte. 1999-ig volt ügyvivője a Szakszervezetek Együttműködési Fórumának. 1989-90-ben részt vett az Érdekegyeztető Tanács létrehozásában. Kezdeményezője a Költségvetési Intézmények Érdekegyeztető Tanácsa (a mai Országos Közszolgálati Érdekegyeztető Tanács) megalapításának, amelyben a munkavállalói oldal első ügyvivője volt. Kezdeményezője és egyik megalkotója a kulturális alaptörvénynek (1997. évi CXL. törvény). 1991-től ügyvivője, 1998–1999 között elnöke a Szociális Tanácsnak. Alapítója a Nyilvánosság Klubnak. 1999-ben ügyvivője és szóvivője volt a Balkán Békéjéért Mozgalomnak. 1989 és 2002 között szerkesztette az Érdek és Érték folyóiratot, vezette a KKDSZ Kiadót. Több mint 100 cikket, tanulmányt, és 8 könyvet publikált a kultúra, a közszolgálat, az érdekegyeztetés és a munka világa témaköreiben.
1990-től közszolgálati reform-javaslatokat dolgozott ki. 2000-2001-ben vezetője volt a sikeres közalkalmazotti bérharcnak, majd részt vett a 2002. szeptemberi, átlagosan 50 százalékos - 630 ezer dolgozóra vonatkozó - közalkalmazotti illetményemelés megvalósításában.
2002 és 2006 között – az MSZP politikusaként – közszolgálati reformért felelős kormánymegbízott, államtitkári besorolásban. 2006 februárjában – miután átfogó reformjavaslatát, és az új közszolgálati törvény normaszövegét megalkotta, de (az MSZP frakció és a szakszervezetek döntő többségének támogatása ellenére) azt a Gyurcsány-kormány nem terjesztette az Országgyűlés elé – felmentését kezdeményezte állami tisztségéből és lemondott minden politikai tisztségéről, majd kilépett az MSZP-ből is. (Addig az Országos Választmány egyik vezetője, a Művelődési Tagozat alapító ügyvezető elnöke, és a Baloldali Tömörülés Platform elnökségi tagja, ügyvivője volt.)
2006 márciusában visszavonult a pártpolitikától. 2007-től 2010-ig a Szenior Foglalkoztatási Szövetség elnökeként dolgozott. 2010-től társadalomkutatással és irodalommal foglalkozik. Tanulmányai szociológiai folyóiratokban, könyvekben, illetve versei – 2013 óta ismét – antológiákban (pl.: Rondó a vadonban – Napkút Kiadó, Csák Máté földjén - Nagy Lajos Kiadó), irodalmi folyóiratokban (Ezredvég, Kaláka, Dunatükör, Egyenlítő, Zempléni Múzsa, Agria, Parlando) jelennek meg. 2023 szeptemberében a L'Harmattan Kiadónál látott napvilágot IKERVERS című új kötete, amit a kritika jól fogadott.
2007 júliusában egy biciklis futár, akire rádudált az Andrássy úton, megtámadta a Kodály köröndön. Autóját ütögette, őt fizikai bántalmazással fenyegette. Védekezésként egy korábban nem fegyvernek vásárolt – de a törvény módosításával utóbb azzá minősített – startpisztolyt vett elő, amelyet nem fogott rá a biciklisre. A biciklist garázdaság miatt jogerősen felfüggesztett szabadságvesztésre, Vadászt lőfegyverrel való visszaélés (engedély nélküli birtoklás) miatt jogerősen felfüggesztett szabadságvesztésre és pénzbüntetése ítélték.

## Díjai, elismerései
- MNE Emlékérem (1995)[3]
- Ezüst Gyűrű díj (1997)
- Bessenyei György díj (1998)
- Demény Pál Emlékérem (1999)
- Munkaügyért díj (1998, 2002)
- Pro Meritis díj (2002)
- A köz szolgálatáért díj (2003)

## Fontosabb munkái
- Sor – Tíz fiatal vasi költő antológiája (versek, 1971 MNT Szombathely)
- Az (magyar) értelmiség hivatása (társszerző, 1997 Mundus Kiadó)
- Kulturális alaptörvény (összeállító, szerkesztő, 2000 KKDSZ Kiadó)
- A kulturális érdekegyeztetésről (szerző, 2001 kéziratban)
- Érdekképviseletek felsőfokon (társszerző, 2001 Raabe Kiadó)
- Szakszervezeti stratégiai tanulmányok (társszerző, 2002 EU Kiadó)
- Közszolgálati reform (monográfia – szerző, 2006 Kossuth Kiadó)
- Államreform és közszolgálat (társszerző, 2008 Gondolat Kiadó)
- A modern állam feladatai (szerkesztő és társszerző, 2009 Gazdasági és Szociális Tanács)
- Válasz – a munka világát ért kormányzati támadásokra (szerző, 2012 MTA Társadalomkutatás)
- Rondó – Antológia (versek, 2013 Napkút Kiadó – Nagy Lajos Társaság)
- Havakba égetett szavak – Antológia (versek, 2013 AccordiA Kiadó)
- "...hazudni pedig nem szabad!" – esszé (Amerikai Népszava és SZEF-honlap, 2013)
- Világárnyék – Antológia (versek, Hét Krajcár Kiadó, 2014)
- Pengeélen – Antológia (versek, Nagy Lajos Kiadó, 2015)
- A "mintha" rendszerváltozásról – tanulmány (Kritika, 2015)
- Ez az, fiúk, először a lámpát! – esszé (Kritika, 2016)
- Jöhet-e újra a bal? – esszé (Kritika, 2016)
- Kedvesebb hazát – Antológia (versek, Nagy Lajos Kiadó, 2016)
- Felemás korlát – Antológia (versek, Nagy Lajos Kiadó, 2017)
- Kaláka – Antológia (versek, Lexington 2018, USA)
- Újrahasznosított haza – Antológia (versek, Nagy Lajos Kiadó, 2018)
- Csák Máté földjén – Antológia (versek, Nagy Lajos Kiadó, 2019)
- Ikervers - önálló verseskötet (szerző, L'Harmattan Kiadó, 2023)